# Mingreli
Mingreli ili Megreli su jedna od lokalnih skupina Gruzijaca. Pretežno žive u zapadnom dijelu Gruzije, u oblasti zvanoj Mingrelija. Većinom su pravoslavne vjeroispovijesti, a govore mingrelskim jezikom, koji spada u zansku grupu južnokavkaske obitelji jezika. Mingreli baštine bogatu glazbenu tradiciju. Iznimno melodične napjeve izvode uz pratnju narodnog instrumenta čonguri. 

## Povijest
U srednjem vijeku uživali su određeni stupanj autonomije u odnosu na imeretinske careve (kneževina Mingrelija), s vlastitom narodnom dinastijom (Dadijani). 1803. godine vladar Mingrelske kneževine postaje vazal Ruskog Carstva. Od 1857. godine uvodi se ruska uprava. Kneževina 1867. godine definitivno ulazi u sastav Ruskog Carstva. Kneževska obitelj Dadijani postaju dijelom ruskog plemstva.
U nekoliko popisa u Ruskom carstvu, kao i u prvim godinama Sovjetskog Saveza, Mingreli su bilježeni kao posebna etnička skupina, dok su u širu gruzijsku skupinu svrstani 1930-ih. Tako, u popisu iz 1926. godine, gdje su Mingreli navedeni samostalno, 242.990 ljudi identificiralo se kao pripadnici ove populacije. 284.834 ljudi navelo je Mingrelski jezik kao materinji. Od tog vremena nema novih službenih podataka. Danas, većina Mingrela identificira sebe kao Gruzijce, čuvajući istovremeno pojedine kulturne specifičnosti, poput svog jezika.

## Jezik
Mingrelski jezik danas koristi gruzijsko pismo, ali je 1860-ih bilo pokušaja uvođenja mingrelske ćirilice. Prvu mingrelsku gramatiku sastavio je ruski pedagog Mihail Zavadski. U Mingrelski se izdvaja 6 padeža, iako postoji i rijetko primjenjivi, te zato od većine znanstvenika nepriznati sedmi padež. Ima 28 suglasnika i 5 samoglasnika.

## Vinska kultura
Od negdje oko 500 vrsta grožđa oko 60 uspijeva u Migreliji. Poznat je i zanimljiv podatak da se do druge polovice 19. stoljeća vinova loza u ovom kraju gajila ne u vinogradima, već na granama drveća.

## Poznati Mingreli
- Konstantin Gamsahurdija stariji (pisac)
- Zvijad Gamsahurdia
- Lavrentij Berija
- Merab Kostava
- sultanija Şevkefza Kadın